# Eva-Maria Wilde
Eva-Maria Wilde (* 1972 in Dresden) ist eine deutsche Malerin und Künstlerin. Im Zentrum ihres Schaffens stehen die Megalopolen der Welt. Werke von ihr befinden sich im öffentlichen Raum.

## Werdegang
Wilde studierte von 1991 bis 1997 Malerei und Grafik an der HfBK Dresden, wo sie ihren Diplomabschluss erhielt. Im Anschluss daran absolvierte sie 1997–1999 ein Graduiertenstudium. Sie war Meisterschülerin von  Ralf Kerbach.

## Werk
Werkbildend sind für Eva-Maria Wilde internationale Reisen, die sie künstlerisch verarbeitet. „Bewohnte und verlassene, entwertete, zerstörte oder unvollendete Großstadtarchitektur und utopische Bauobjekte“ sind dabei das zentrale Thema, dass sie in Collagen, Malereien, Objekten und Installationen behandelt. In ihren fotografischen Tagebüchern hält sie Momente von Aufbruch, Leerstellen, Niemandsland oder Zwischensituationen fest, „die sich in der Architektur widerspiegeln. Dabei konzentriert sie sich besonders auf die Komplexität und Veränderung der Megacities.“ Wilde sucht prägnante Phänomene des Urbanen und findet diese in Hochhausfassaden, Einkaufs- und Geschäftszentren, Großwohnsiedlungen, leeren und verlassene Häusern oder anderen Ruinen. „Die so entstandenen Fotobücher dienen Eva-Maria Wilde als Gedächtnis ihrer Notate der Dekomposition der urbanen Struktur. Lineare Strukturen der Fassaden, Aufteilung und Rasterung von Flächen, Spiegelungen und Überlagerungen und deren Abstraktion in Linien und Vektoren setzt sie mit verschiedenen Techniken um.“ Die Sammlungen aus ihren Reisen beinhalten sowohl Gebrauchsobjekte als auch Bilddarstellungen. „Was und wie sich jemand etwas merkt ist für Wilde dabei ebenso wichtig wie die bildnerischen Ergebnisse und die Methoden des Erinnerns: Architekturpläne, Gebrauchsanweisungen, naturwissenschaftliche Bildtafeln, Weltkarten, Fassadenstrukturen sowie auch ikonische Bilder, die aufgrund ihrer bildnerischen Kraft und Anziehung im menschlichen, kollektiven Bildgedächtnis Platz gefunden haben.“ Dabei fragt sie „nach der Logik der Wahrnehmung, nach einer im Kontext neuer Medien veränderten Ästhetik und gewandelten Sensibilität.“ Ihre Bilder sind Auflistungen ihrer individuellen Sicht verschiedener Ikonografien, Epochen und Kulturkreise. „Es sind Gedächtniskarten über die Entstehung, Verbreitung und Weiterentwicklung unseres kulturellen und gesellschaftlichen Verstehens und Erinnerns, deren Manifestation in der gebauten Architektur sichtbar wird.“

## Preise und Stipendien
Wilde erhielt  unter anderem das Sächsische Landesstipendium (1997–1999), ein Atelierstipendium der Kulturstiftung der Dresdner Bank AG (1999–2000), ein Stipendium des Goethe-Instituts Porto Alegre/Brasilien für das Künstlerhaus Torreao (2004) sowie des Goethe-Instituts La Paz/Bolivien für die Biennale Siart in La Paz (2007).
Die Künstlerin wurde 1998 mit Hegenbarth-Preis und 2001 mit dem Marion-Ermer-Preis ausgezeichnet.

## Arbeiten im öffentlichen Raum
- Plakat-Modul-System, Kunst am Bau, Universitätsklinikum Leipzig, Neubau Operative Kliniken (2003, 1. Platz Kunst am Bau Wettbewerb)
- Wandbild Wien, Stadt Wien – Wiener Wohnen (2004)
- Tower am Museo Tambo Quirquincho, Biennale SIART, Goethe-Institut La Paz/Bolivien (2007)
- Savant, Memory, Kunst am Bau, Universitätsklinikum Carl Gustav Carus Dresden, DINZ (2012, 1. Platz Kunst am Bau Wettbewerb 2009)
- Schornstein Chemnitz für eins energie in sachsen (2012, 2. Platz des Gestaltungswettbewerb)
- Rauminstallation, Kanzlei HWW, Berlin (2013)[8][1]

## Einzelausstellungen (Auswahl)
- 2000 Türme, Kulturstiftung der Dresdner Bank AG, Frankfurt am Main (Katalog)[9]
- 2001 Grüngasse, Wien (mit M. Frerichs); Galerie Monika Reitz, Frankfurt am Main
- 2003 Museum Junge Kunst, Frankfurt an der Oder
- 2004 Torreao, Porto Alegre/Brasilien; Galerie müllerdechiara (mit S. Schama)[3]
- 2006 AKW, Stadt Brühl (Katalog); Galerie magnusmüller, Berlin[10]
- 2007 Post, Dresden
- 2008 Künstlerhaus Bethanien (mit J. Rosemeyer), Berlin; Deutscher Künstlerbund, Berlin[6]
- 2009 Die Sammlung Kunze zu Gast in der Galerie Zanderkasten, Dresden
- 2010 Galerie Zanderkasten, Dresden[11]
- 2012 OLCAY, Galerie Christa Burger (mit Sophia Schama), München[12]
- 2013 cardboard, Tokyo
- 2015 urban pattern, Berlin
- 2018 Botschaft, Uferhallen Berlin

## Arbeiten in Sammlungen
Von Wilde befinden sich Arbeiten unter anderem in folgenden Sammlungen: Sammlung der Dresdner Bank AG Frankfurt am Main, Sammlung der Hessischen Landesbank Frankfurt am Main, Kunstsammlung Bosch Berlin, Museum Junge Kunst FFO/Brandenburgisches Landesmuseum für moderne Kunst, Fraport Frankfurt am Main, Sammlung der Deutschen Bank Frankfurt am Main, Sammlung Franz Berlin, Sammlung Familie von Herz Frankfurt am Main, Sammlung Hilpert Heidelberg.

## Publikationen
- Eva-Maria Wilde Werkverzeichnis, Chronologisches Werkverzeichnis, Malereien, Zeichnungen, Collagen, Objekte und Installationen (1995–2012).
- Leonhardi-Museum (Hrsg.): Eva-Maria Wilde, Towers. Künstlerbuch anläßlich der Ausstellung Vier/VI im Leonhardi-Museum Dresden vom 29. November–31. Dezember 1997. Dresden 1997.
- Dresdner Bank AG (Hrsg.): Katalog zu Ausstellung von Eva-Maria Wilde in der Dresdner Bank AG in Frankfurt am Main vom September – November 2000. Frankfurt am Main 2000.
- Marion Ermer Stiftung zur Förderung von Kunst und Kultur in Sachsen und Thüringen/Hochschule für Bildende Künste Dresden (Hrsg.): Marion-Ermer-Preis 2001, Teil Eva-Maria Wilde. Jena 2001, ISBN 3-910109-59-4.
- Galerie Pankow (Hrsg.): Eva-Maria Wilde Malerei, Katalog zur Ausstellung vom 24. Januar–24. Februar 2007. Berlin 2007, ISBN 978-3-931640-60-6.